# 侯君集

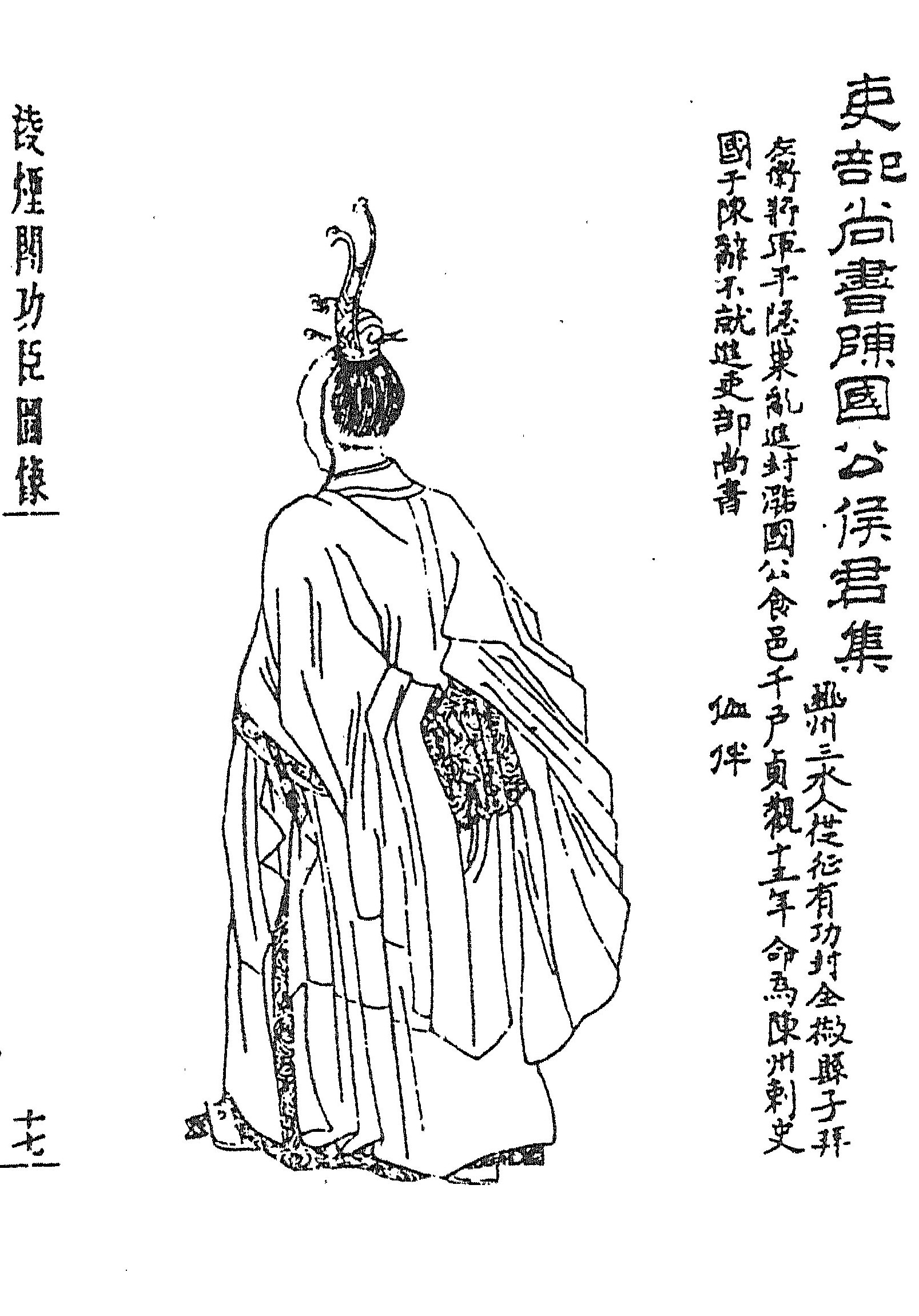
侯君集

侯君集（？—643年4月29日），豳州三水县（今陕西旬邑北）人，唐朝初期将领。凌烟阁二十四功臣之一。

## 生平
侯君集自少年时代就勇武为人称颂，隋末被李世民引入幕府，因作战有功，累迁左虞侯、车骑将军。唐高祖武德九年（626年）玄武门之变间，他曾为李世民出谋划策。
唐太宗即位后，任左卫将军，封潞国公，迁右卫大将军。貞觀四年（630年），改任兵部尚书，检校吏部尚书，实际有宰相之职。
贞观九年（635年），任积石道行军总管，跟随李靖平吐谷浑，有很大功劳。贞观十一年（637年），改封陈国公。贞观十二年（638年），迁吏部尚书。侯君集武士出身，学术上没有造就，迁吏部尚书后方始读书。同年，吐蕃围松州（今四川松潘），唐授侯君集为当弥道行军大总管以击之，成功击退吐蕃军。
贞观十三年（639年）冬，以侯君集为交河道行军大总管，率兵出击高昌王麴文泰。十四年（640年）八月，进围高昌时，麴文泰已卒，其子麴智盛投降，得22城，8,046户，17,700口。太宗以高昌故地置西州。侯君集入高昌时，因为自身私佔钱财，不敢禁制将士竞相盗窃，班師后被人揭发而下狱。虽被免罪，却由于欽羨長官李靖武功卓越而晉尚書右僕射。此次不得拜相，對仕途心怀不满。贞观十七年（643年），洛州都督张亮密告侯君集煽动自己谋反，但太宗以缺乏旁证，未予追究。
后太子李同魏王李泰爭嫡日烈，各有黨羽。侯親善太子，策劃兵變，事發被捕。唐太宗对侯君集说：“与您永别了，从今往后，只能见到您的遗像了！”唐太宗抽泣流泪，命令将侯君集在四达之衢斩首，没收侯君集的家产。侯君集临刑时面色不改，对监刑的将军说：“侯君集怎么会是谋反的人，失足跌倒在此！但是我曾经作为将军，灭掉两个国家，略有一点点功劳。请您代我向陛下说，请求留我一个儿子为我守祭祀。”唐太宗于是特地赦免了侯君集的妻子和一个儿子，将他们流放到岭南。

## 家庭

### 曾祖
- 侯欣，北魏泰州刺史、奉义县公

### 祖父
- 侯植，北周骠骑大将军、开府仪同三司、司仓下大夫、肥城节公

### 父母
- 侯某，唐朝泰州诸军事、泰州刺史
- 窦娘子，魏新野扶风二郡太守、建昌县开国公窦弘孙女，京兆郡丞、随州长史窦璨之女

### 子女
- 侯氏，嫁虞部员外郎、朝散大夫、简州长史唐逊[1]
- 侯氏，嫁贺兰楚石

## 延伸阅读
[在维基数据编辑]
 《舊唐書·卷69》，出自刘昫《舊唐書》
 《新唐書·卷094》，出自《新唐書》
 在维基共享资源阅览影像